# Redbourn
Redbourn es una parroquia civil y un pueblo del distrito de St. Albans, en el condado de Hertfordshire (Inglaterra).

## Geografía
Según la Oficina Nacional de Estadística británica, Redbourn tiene una superficie de 19,09 km².

## Demografía
Según el censo de 2001, Redbourn tenía 4988 habitantes (49,44% varones, 50,56% mujeres) y una densidad de población de 261,29 hab/km². El 20,19% eran menores de 16 años, el 72,81% tenían entre 16 y 74 y el 7% eran mayores de 74. La media de edad era de 39,39 años. Del total de habitantes con 16 o más años, el 24,52% estaban solteros, el 60,99% casados y el 14,49% divorciados o viudos.
El 93,06% de los habitantes eran originarios del Reino Unido. El resto de países europeos englobaban al 2,63% de la población, mientras que el 4,31% había nacido en cualquier otro lugar. Según su grupo étnico, el 96,69% eran blancos, el 1,2% mestizos, el 1,62% asiáticos, el 0,26% negros, el 0,06% chinos y el 0,16% de cualquier otro. El cristianismo era profesado por el 74,36%, el budismo por el 0,12%, el hinduismo por el 1,02%, el judaísmo por el 0,24%, el islam por el 0,66%, el sijismo por el 0,06% y cualquier otra religión por el 0,28%. El 17,26% no eran religiosos y el 5,99% no marcaron ninguna opción en el censo.
Había 2025 hogares con residentes, de los cuales el 24,5% estaban habitados por una sola persona, el 4,49% por padres solteros, el 24% por parejas sin hijos, el 21,58% por parejas con hijos dependientes y el 10,12% con hijos independientes, el 10,96% por jubilados y el 4,35% por otro tipo de composición. Además, había 49 hogares sin ocupar y 4 eran alojamientos vacacionales o segundas residencias. 2471 habitantes eran económicamente activos, 2405 de ellos (97,33%) empleados y 66 (2,67%) desempleados.